# Cortes de Navarra

Bandera de Navarra

Las Cortes de Navarra, también conocidas como los Tres Estados, fueron unas asambleas deliberativas cuyo origen como institución del reino de Navarra se ha querido ver durante en el reinado de Sancho VII el Fuerte cuando el monarca reunió a caballeros, prelados y representantes de las villas del reino para hacerles jurar el pacto de prohijamiento firmado con el rey de Aragón, Jaime I.
Las cortes navarras, a diferencia de las de los otros territorios y reinos de España tuvieron especial vitalidad, reuniéndose en múltiples ocasiones en tanto durante la Baja Edad Media, especialmente los últimos años, como la Edad Moderna, con menor intensidad aunque más organizadas, hasta hacerlo por última vez durante el bienio 1828-1829, tras lo cual serían definitivamente suprimidas en 1841 junto con el resto de instituciones del Antiguo Régimen por la Ley de Modificación de Fueros de Navarra.

## Etapa medieval

### Precedentes: la Curia regia
La aparición de esta institución en la Baja Edad Media en Navarra se contextualiza en el surgimiento general en los reinos europeos de asambleas representativas de los súbditos de los monarcas. 
El origen último de las Cortes se encuentra en la institución altomedieval de la Curia regia o Corte del rey, que, formada por una serie de personalidades cercanas al monarca, funcionaba a modo de consejo asesor en las cuestiones de gobierno. No hay constancia documental salvo por documentos regios posteriores a la toma de la decisión. Así se contabilizan tres casos:
- Alfonso I, rey de Aragón y Pamplona (1094-1135): Curia regia donde convoca en 1117 a Jaca, Estella y Nájera por representar tres núcleos donde los francos ya estaban fuertemente asentados.
- Sancho VII (1194-1234): Curia regia destinada a establecer la sucesión ("Prohijamiento" con Jaime I de Aragón). En esta ocasión, en 1231, son seis buenas villas (San Cernin, Estella, Sangüesa, Olite, Los Arcos y Puente la Reina) en las cuales el núcleo burgués formado por la población franca es sólido.
- Teobaldo I (1234-1253): centrada en Estella donde en 1236 el monarca vende algunos derechos de mercado a los francos (burgueses) de Estella estando convocados solamente los propios afectados estelleses y los de Pamplona.

En algunas ocasiones, cuando la relevancia de la materia lo exigía, el rey convocaba a representantes de la Iglesia, la nobleza y las villas para formar parte de una curia extensa o ampliada de la que se terminarían desarrollando las cortes como institución específica de representación del reino.

### La definición y presencia de los Tres Estados
La llegada de casas dinásticas francesas dibuja un marco donde la continua ausencia de los reyes del reino suscitará cambios sociales. Según el medievalista prof. Martín Duque:
- Teobaldo I (1234-1253) estuvo «durante menos de la tercera parte de su reinado»,
- Teobaldo II (1253-1274), estuvo ausente «poco más de la quinta» parte.
- Enrique I (1270-1274), estuvo ausente «apenas dos quintas partes.»[3]

Estas prolongadas ausencias marcaron un cambio en la percepción del trono que tenían los habitantes del reino así como en los mecanismos de interrelación entre las partes acentuado por un trasfondo de irregularidad política y progresivo debilitamiento de la alta nobleza del reino, especialmente tras la guerra de Navarra en 1276.

#### Los Tres Estados
La denominación de Tres Estados es de origen francés. Está recogida en el año 1319, pero se generalizaría para el siglo XV. Se refiere a los tres estamentos que, tras el rey, estaban presentes en las Cortes Generales, según su influencia de poder.
- El estamento militar correspondiente a la clase de la ricohombría, la alta nobleza, frente a una baja nobleza que cobra presencia mediante las juntas de infanzones;
- El estamento eclesiástico correspondiente a la Iglesia;
- y las Universidades que corresponde a las Hermandades de Buenas Villas tras las cuales está la burguesía y también parte de la baja nobleza. La reina regente, Blanca de Artois, las nombra así, por primera vez, el 27 de agosto de 1274, al buscar un gobernador que actúe en el reino durante la minoría de la reina Juana I. En la relación se enumeran a San Saturnino y San Nicolás de Pamplona, Estella, Olite, Sangüesa, Los Arcos, Viana, Laguardia, Burguete, San Juan de Pie de Puerto y Puente la Reina. Poco más tarde, el 12 de marzo de 1285, se suma Tudela.[5]

Además, en la sociedad navarra, y siguiendo de arriba abajo existían otros estamentos, ausentes en las Cortes:
- El grupo de labradores pecheros que tiene que pagar pechas sin derecho a estar en las Cortes pero sí en Ayuntamientos y Concejos.
- Los collazos son campesinos atados a la tierra, de servidumbre, aunque evolucionarían a ser arrendatarios.
- Por último, en el escalafón social estaban las minorías religiosas de judíos, moros y los grupos marginales.

Cada estamento deliberaba por separado y luego exponían sus decisiones al resto de los estamentos.

##### El estamento de la nobleza o brazo militar
Dentro de la nobleza navarra del siglo XIII existían tres escalones:
- Ricoshombres o barones con grandes patrimonios y con vinculación con el monarca por sus servicios militares. Participaban en las rentas del mismo y eran habituales en la Curia o Corte regia.
- Caballeros, también prestaban servicios militares con sus prebendas, pero eran de segundo grado.
- Infanzones, de escaso patrimonio, con escasas rentas. Desplazados del poder y de las funciones militares. Bajo el reinado de Sancho VII el Fuerte, ocasionalmente aparecen en el entorno soberano.

Al principio la presencia era a título personal, pero posteriormente eran representativos. Los infanzones fueron especialmente activos en el siglo XII, formando una Junta, con autorización real, para defender sus intereses. Con Teobaldo I se creó una comisión para fijar por escrito los deberes y derechos de la nobleza. Dada la actitud levantisca de los infanzones, frecuentemente no eran convocados, siendo al final prohibidos por Juana I de Navarra y Felipe de Évreux.
En las reuniones solemnes eran entre veinte y treinta y cinco miembros, pero en otras convocatorias acudían un menor número.

##### El estamento eclesiástico o de los prelados
Era el menos numeroso de los estados. Oscilaban entre los 6 y 14 miembros.
Previamente a las Cortes, la presencia de algún prelado en la Curia regia era habitual. El obispo de Pamplona era el más habitual, pero también otros obispos, pues parte del territorio de Navarra abarcaba a otras diócesis, como Tarazona, Calahorra, Bayona y Dax. Asimismo participaban otros eclesiásticos (el gran Prior de Navarra de la Orden Hospitalaria de San Juan de Jerusalén y el prior de la colegiata de Roncesvalles) y abades de los principales monasterios del reino (Irache, La Oliva, Leire, Iranzu, Fitero y Urdax). Inicialmente a título personal y luego como representación de toda la clerecía. A partir de 1328 su presencia se hizo habitual pero raramente de todos a la vez.
A la cabeza se encontraba el obispo de Pamplona, y a partir del siglo XV el prior de Roncesvalles dirigía a los prelados en ausencia del obispo.

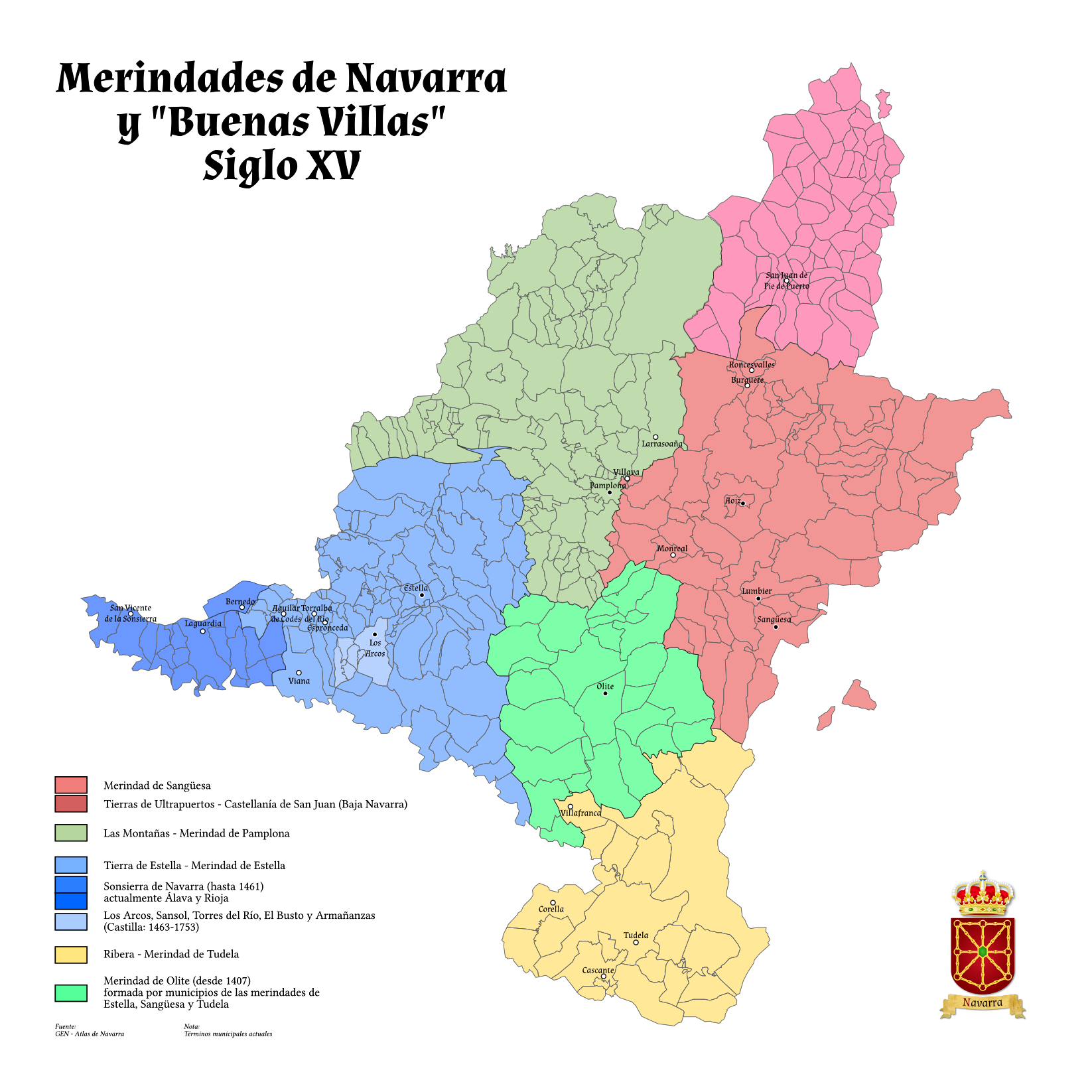
Mapa de la distribución de Navarra por merindades indicando las Buenas villas con derecho asiento en Cortes

##### Las Universidades o Hermandades de Buenas Villas
La presencia de elementos burgueses en los estamentos de poder es muy antigua. Ya con Alfonso el Batallador, había presencia de esporádica y a título personal de algunos miembros de comunidades urbanas en la corte regia.
Este estamento estaba formado por núcleos de población con un estatuto particular por medio de fueros. Inicialmente se agruparon en hermandades de las buenas villas. La evolución fue la siguiente: parece ser que las primeras fueron el burgo de San Cernin, Estella, Sangüesa, Olite, Los Arcos y Puente la Reina que son las seis villas que el monarca agrupa en el momento de nombrar jueces. Sin embargo la primera Hermandad conocida es en 1274 que además de los seis anteriores se agruparon la Población de San Nicolás que estaba unida al burgo de San Cernin, Viana, Laguardia, San Juan de Pie de Puerto y Burguete que eran “francos” y no dependían de ningún señor, sin cargas señoriales, con libertad de comprar y vender heredades, con normativas propias y autoridades como alcalde, preboste o almirante y jurados.
Posteriormente se fueron incorporando otros como Tudela en 1283; Villafranca en 1294; Larrasoaña, Villava y Monreal en 1297; San Vicente, Lumbier, y un efímero desdoblamiento de la representación de Puente la Reina en dos (la villa de Puente la Reina y el hoy despoblado La Zurrutia) en 1298; tras la muerte de la reina Juana I de Navarra se sumaron Corella y Aguilar de Codés, mientras que ya no participaron San Juan de Pie de Puerto y La Zurrutia.
En 1328 para la sucesión de Carlos I de Navarra se descolgaba en la participación alguna de las previas y se fueron añadiendo otras en las que si había dependencia de un señor y pago de pechas incluso hubo representantes de núcleos de labradores. Esto provocó tensiones que llevó a la exclusión de los núcleos de los labradores durante el reinado de Carlos II. La modificación de las villas participantes era habitual en cada periodo, exceptuando el núcleo principal.

###### Crisis sucesoria de Sancho el Fuerte
La primera intervención conocida de representantes de las buenas villas en un asunto político fue en el reinado de Sancho VII el Fuerte, cuando el rey les hizo jurar el pacto de mutuo prohijamiento con Jaime I de Aragón, que suponía decidir sobre la sucesión en la corona.
Los distintos grupos sociales habían formado diversas juntas, hermandades o unidades con el fin de defender su estatus jurídico e incrementar su acción política. Las primeras juntas debieron de ser la que agrupaban a los infanzones, para defenderse de los ricos-hombres. Con la dinastía Champaña estas juntas evolucionaron y reivindicaban sus derechos frente al monarca, desconocedor de las costumbres del reino. En esta coyuntura, también las comunidades burguesas comenzaron a agruparse. Probablemente con Teobaldo I se agruparon las seis principales buenas villas.
Tras la muerte de Teobaldo I en 1253 las buenas villas se unieron con los diversas juntas de infanzones, ricos-hombres y el alto clero, para exigir al monarca un juramento que garantizase sus privilegios. Haciéndolo en una magna asamblea similar a una Curia General, es decir una corte ampliada. Aunque esta denominación de Curia General no aparecerá en la documentación hasta 1274. Dando lugar a un pacto entre el rey y el reino.

A partir de ese momento son bastante frecuentes las reuniones de la Curia General convocada por el rey o por su lugarteniente con asistencia de nobles, representantes de buenas villas y en algunos casos prelados. Hasta 1328 hubo al menos dieciséis reuniones, entre otros los conflictos sucesorios de 1305, 1316 y 1328 en ausencia de los monarcas capetos. Aunque la Junta de Infanzones y la Hermandad de buenas villas actuaban por separado, en ocasiones se agrupaban y a su vez con los ricos-hombres y prelados para que se tuvieran ec cuenta sus fueros, usos, privilegios y franquezas. Eran asambleas irregulares pero los monarcas tenían que tenerlas en cuenta. La culminación fue en 1328 cuando ricos-hombres, caballeros y los representantes de buenas villas decidieron destituir al gobernador para “guardar el reino para quien deba reinar” y unos días después sumándose los representantes del clero y de comunidades villanas proclamaron los derechos al trono de Juana II y su esposo Felipe de Évreux. Estos tuvieron que negociar la fórmula de juramento.

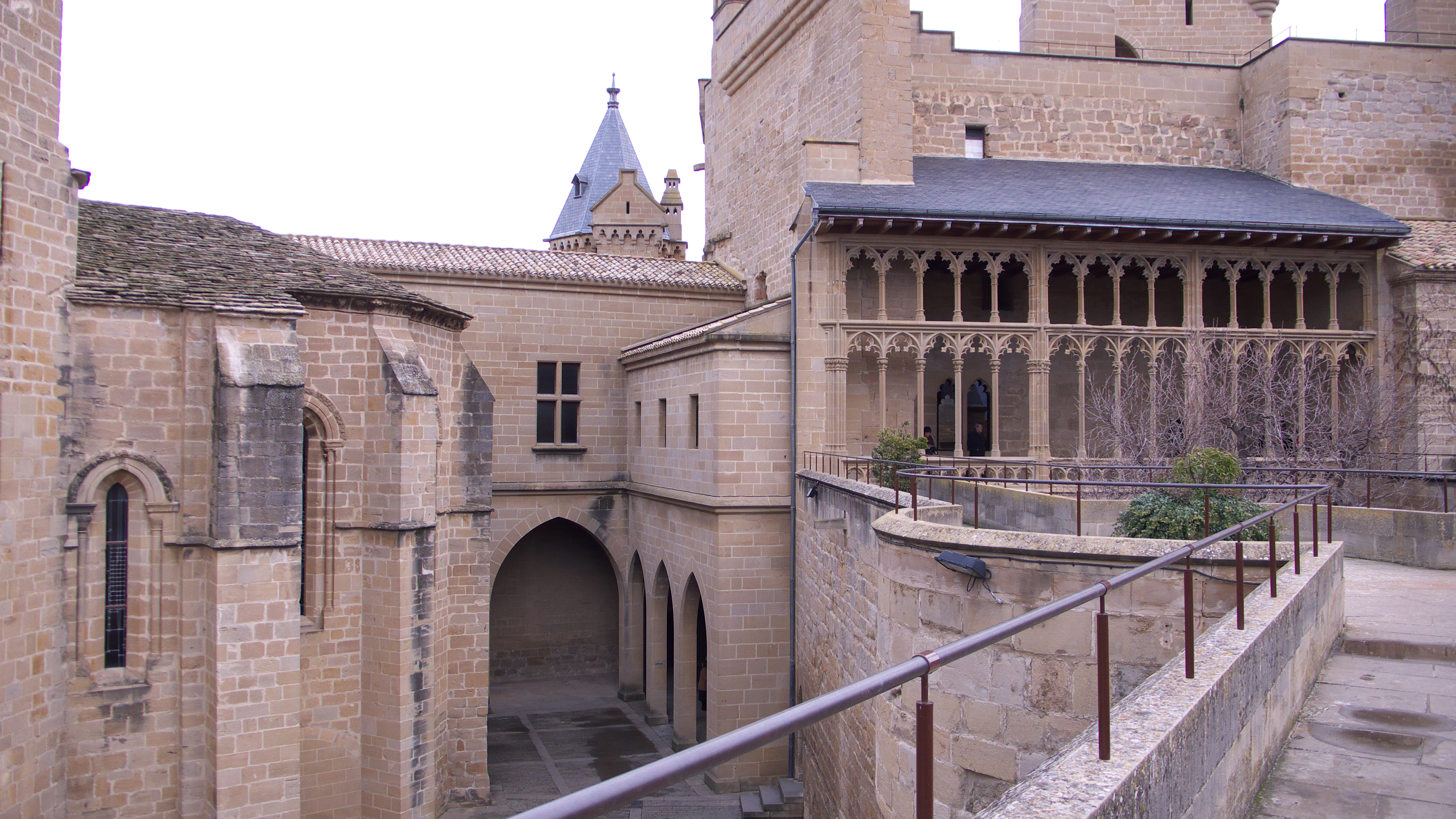
Vista del interior del Palacio Real de Olite, sede de varias sesiones de las Cortes de Navarra.

### Consolidación de las Cortes (1329-1350)
Con los nuevos reyes en 1329 se prohibieron las juntas y asambleas y la participación se canalizó a través de la Cort General o Cortes, quedando, probablemente entonces, articulada en Tres Estados:
- Eclesiásticos: por el obispo de Pamplona además de priores y abades que eran dueños de amplios dominios.
- Nobiliario: por ricos-hombres y caballeros y escuderos ligados por servicios militares a la corona que eran convenientemente pagados.
- Buenas villas. Representantes de los núcleos de población franca.

Tenía atribuciones judiciales y velaba por la conservación de los fueros y privilegios de cada grupo y el juramento que habían hecho los soberanos. En este periodo las Cortes se fueron consolidando con convocatorias periódicas, con un ritmo como poco anual. Una de las funciones principales era la de sufragar gastos de los monarcas, que como representación del reino, otorgaban al mismo, la mayor parte de las veces sin oponer resistencia. No suponía una fiscalización de los ingresos de la monarquía, ni se encargaban del cobro, que lo realizaban los funcionarios del rey. Pero si era una forma, como los soberanos en alguna ocasión tuvieron que reconocer, de que esta aportación no era obligatoria, sino donativos. Las aportaciones se realizaban de dos formas:
- Una por los cuarteles es decir ayudas directas por fuego, por hogar.
- El otro tipo era la imposición, una cantidad proporcional por el precio de venta.

Inicialmente el pago era de todos los súbditos, pero posteriormente los reyes fueron concediendo excepciones, primero a algunos nobles, luego al alto clero y a algunas villas.

### Cortes sistematizadas (1350-1441)
Para la segunda mitad del siglo XIV se «cuenta ya con unas Cortes ya sistematizadas.» Los reyes y sus herederos juraban a los Tres Estados al inicio de sus reinados, como hizo Carlos II en 1350, Carlos III en 1390, Blanca y Juan en 1429.
En la misma también se presentaban reclamaciones contra actuaciones de los monarcas o de sus lugartenientes. Los agravios tenía que repararlos el rey mediante ordenanzas correspondientes.
En el marco del cisma de occidente en el Concilio de Constanza de 1416 se enviaron embajadores navarros investidos de los poderes de los Tres Estados, y hasta entonces se le obligó al monarca a mantenerse junto al papa de Aviñón. En cuanto a las guerras, la petición de consejo, parece que era motivada para conseguir recursos monetarios.
Antes de 1451 llegaron a tener asiento hasta veinticuatro buenas villas: Burgo de San Cernin, Población de San Nicolás y Navarrería (tras la unión en 1423, como concejo de Pamplona), Estella, Tudela, Sangüesa, Olite, Puente la Reina, Los Arcos, Viana, Laguardia, San Vicente, San Juan de Pie de Puerto, Monreal, Burguete, Larrasoaña, Lumbier, Villava, Villafranca, Aguilar, Bernedo, Lanz, Espronceda, Labraza, Torralba y, desde 1423, Tafalla.

### Plenitud de las Cortes: la Guerra Civil (1441-1512)
La muerte de Blanca I llevó a que el rey consorte Juan II se quedara para sí la corona, en lugar de cederla a su hijo Carlos de Viana iniciándose en 1451 una larga Guerra civil. En este clima Juan II y el Príncipe convocaron a las Cortes, pero a ellas sólo acudían los correspondientes a cada bando.
En treinta y ocho años se reunieron por lo menos en sesenta y nueve ocasiones. Esta cantidad habla de la fortaleza adquiridad frente a la creciente debilidad nobiliar. La muerte del príncipe (1461) no solucionó la división. Tras la muerte de Juan II en 1479, no fue mejor, como cabría esperar ya que siguió el corto reinado de Leonor I y dos regencias por minorías regias (Francisco Febo y Catalina). 
Los Tres Estados en algunas ocasiones se reunían por separado pero en otras se juntaban representantes de ambas facciones. Entonces las reuniones en vez de durar unos días empezaron a alargarse durante semanas y a tratar mayor número de temas lo cual indica un aumento de poder inédito hasta la fecha. Siguieron guardando los fueros y privilegios, pero con un mejor aparato burocrático que tenía un secretario al frente, y los reyes siguieron jurando ante ellas como fue en 1479 por Magdalena como regente de Francisco I de Foix, este mismo cuando se coronó en 1481, y los reyes Catalina y Juan en 1494.
Desde 1451 se nombraba en ocasiones "diputados" con el fin de vigilar el cobro de las recaudaciones y ayudas. El número de reclamaciones hizo que se nombraran secretarios e ujieres y se creara al figura del síndico en 1508. Con la disposición de dinero propio se empezó a apartar o "vincular" un tanto de la cantidad otorgada a las Cortes para sufragar estos gastos de personas al servicio de la institución misma. De hecho, son estos años los que conocen mayor documentación generada y la incipiente formación de un archivo propio donde se guardaban actas y minutas.
Durante la guerra civil ambos contendientes, por separado, premiaron la fidelidad de muchas localidades con derechos de asiento en Cortes. Carlos de Viana lo hizo con Urroz (1454) y, de nuevo, con Torralba (1456) que lo había perdido. Juan II hizo lo propio con Huarte-Araquil (1461), Mendigorría (1463 y Cáseda (1468). Leonor I le concedió a Corella (1471). Con los últimos reyes privativos se añadieron a la lista Aoiz (1479), Zúñiga (1482), Lerín y Larraga (1507) -que más tarde lo perdieron- y Miranda de Arga (1512).

### Sedes de las Cortes y número de asistentes
A diferencia de otras instituciones, como la Cámara de Comptos o el Tribunal de la Cort que en el siglo XIV ya disponen de una sede establecida en Pamplona, las sesiones de las Cortes de Navarra no tuvieron sede fija; al depender su reunión de la convocatoria por el monarca, acostumbraron a reunirse en el lugar en el que en ese momento residiera el rey, en «aquella en la que en ese momento se encontraba el soberano o su lugarteniente». 

Los más frecuentes fueron, principalmente, Pamplona y Olite mientras que en un segundo grupo estarían Tafalla, Estella, Tudela y Sangüesa como lugares de reunión más habituales. En general la situación geográfica, como criterio a la hora de elegir la sede, tiene una preponderancia mayor durante esta época bajomedieval y se puede observar en la tabla como el eje entre Pamplona-Olite (incluyendo a Tafalla) recibe el 67,77% de las reuniones (164). Si este eje se alarga hasta Tudela, tenemos el 74,79% de las reuniones sobre esta imaginaria línea medular del reino. En conjunto, prevalecen los núcleos urbanos y las buenas villas con población burguesa que podían ofrecer alojamiento adecuado tanto a los monarcas como a los asistentes.
| Reinante(s)                       | N.º de reuniones | Pamplona | Olite | Estella | Tafalla | Tudela | Sangüesa | Puente la Reina | Otros                                                          |
| --------------------------------- | ---------------- | -------- | ----- | ------- | ------- | ------ | -------- | --------------- | -------------------------------------------------------------- |
| Juana II y Felipe III (1329-1349) | 23               | 6        | 5     | 3       | -       | 1      | 1        | 1               | -                                                              |
| Carlos II (1349-1387)             | 38               | 15       | 8     | 4       | -       | 3      | 2        | -               | -                                                              |
| Carlos III (1387-1425)            | 47               | 11       | 23    | 7       | 1       | 1      | -        | 1               | 1 Monreal                                                      |
| Blanca I y Juan II (1425-1441)    | 22               | 3        | 8     | -       | 6       | 4      | -        | -               | 1 Monteagudo                                                   |
| Juan II (1441-1479)               | 68               | 17       | 14    | 3       | 12      | 6      | 8        | -               | 1 Falces 1 Los Arcos 1 Cortes 1 Cascante                       |
| Francisco I Febo (1479-1483)      | 7                | 4        | 1     | -       | 2       | -      | -        | -               | -                                                              |
| Catalina I y Juan III (1483-1512) | 37               | 18       | 7     | 4       | 3       | 2      | 2        | 2               | 2 San Juan de Pie de Puerto 1 Saint Palais 1 Burlada 1 Lumbier |
| TOTAL                             | 242              | 74       | 66    | 21      | 24      | 17     | 13       | 4               | 11                                                             |

Las buenas villas participaban en las Cortes a través de representantes llamados procuradores, mandaderos, mensajeros y en ocasiones embajadores, al que se les otorgaban plenos poderes para acordar. Según la capacidad económica, el número habitual era de dos, salvo núcleos fuertes como Pamplona, Estella y Tudela que nombraban cuatro procuradores, incluso más, y núcleos más pobres que enviaban a uno solo.
El número de asistentes fue variando, obviamente, según aumentaron en presencia las buenas villas. Pero hacia 1451, según el momento y el número de procuradores enviados por las buenas villas, esta cifra oscila entre los veinticinco y los cincuenta, siendo algo más de la mitad representantes de las buenas villas. Hubo algunas ocasiones más solemnes, y puntuales, donde este número llegaba a los setenta-ochenta asistentes. Sin embargo, tras 1451, con la división del reino en curso, en las respectivas Cortes que celebraba cada bando, la asistencia fue lógicamente menor. Cuando se retomó la asistencia conjunta de representantes de ambos bandos, el número ya no mejoró a cifras anteriores al estallido del conflicto.

### Desarrollo de las sesiones
La distribución en la sala era habitualmente la misma, aunque no se conoce con exactitud. Si seguían las costumbres que posteriormente en época moderan se hacía los Estados se colocarían por estamentos con un orden interno, a su vez, ya establecido. El rey, o su representante, se colocaba en la presidencia estando acompañado de consejeros y altos funcionarios (cancilleres, protonotarios, alcaldes de la Corte, etc). Los procuradores (de las buenas villas, nobles o eclesiásticos) mostraban sus poderes acreditativos a los oficiales reales antes de ocupar su plaza y comenzar las sesiones.
El orden del día comenzaba con un discurso real donde se motivaba y razonaba las peticiones del monarca. Escuchadas tales solicitudes, según se registra documentalmente en 1442, los Estados solicitaban tiempo para sus propias deliberaciones, por separado, primero, y en conjunto, después. En 1490, en Olite, se sabe que oyeron en palacio la petición real y estuvieron deliberando en la casa del Concejo.
Tras las deliberaciones, y la aceptación de la solicitud real, los Estados presentaban los agravios que requerían reparación, comprometiéndose habitualmente el monarca a ello cuando no lo hacía directamente y sobre la marcha. Con ello se cerraban las sesiones habiendo transcurrido apenas entre dos días, como en 1397, y diez días, en el caso de abril de 1444 en Olite. Pero esta duración cambió con la guerra civil y, especialmente, tras fallecer Juan II (1479). Se tienen noticias de Cortes que duraron varios meses por lo que sesiones iniciadas en un lugar, siguiendo al monarca, se continuaran en otro.
En los últimos años del siglo XV y los primeros del siglo XVI, como muestra también del debilitamiento real y el aumento del poder de las Cortes, ya no son los estamentos los que acuden al lugar donde se encuentra el monarca sino que ocurre al revés. Al mismo tiempo, ya no son los palacios reales los sitios de tales celebraciones sino dependencias eclesiásticas (conventos, iglesias, salas capitulares) o municipales (salas de concejos).

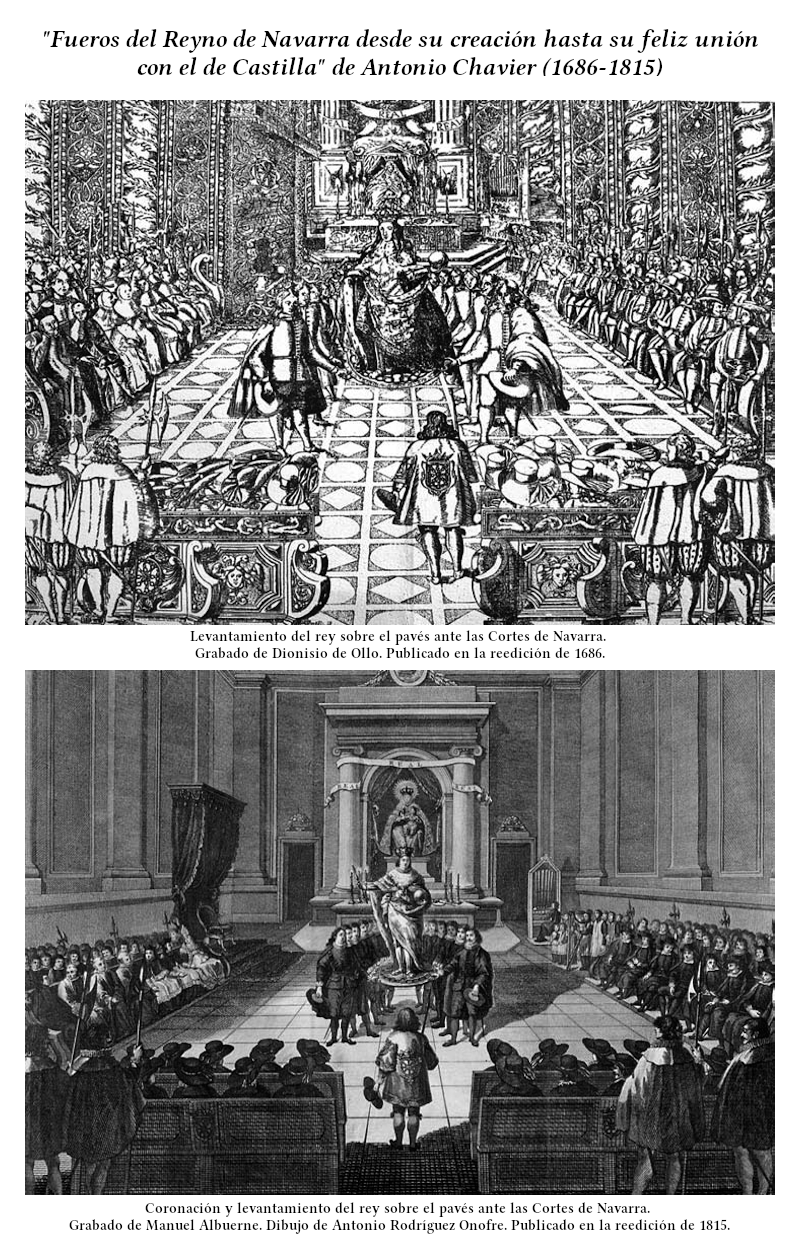
Grabados sobre "Levantamiento del rey sobre el pavés ante las Cortes de Navarra" publicados en sendas ediciones (1686 y 1815) del libro de Antonio Chavier titulado "Fueros del Reyno de Navarra desde su creación hasta su feliz unión con el de Castilla". Grabado superior de Dionisio de Ollo e inferior de Manuel Albuerne sobre dibujo de Antonio Rodríguez.

## Edad Moderna

### La incorporación a la Corona de Castilla (1512-1700)

#### Fernando II el Católico
Una vez producida la Conquista de Navarra, pocos meses después las cortes serían llamadas a reunirse para pronunciarse sobre el nueva situación. Fernando el Católico ordenó la convocatoria de los Tres Estados el 13 de marzo de 1513, en tanto que de manera paralela los reyes de Navarra, exiliados en Bearne tras la contienda, Catalina de Foix y Juan III de Albret, convocaban también a las cortes del reino en la ciudad de Pau.
A la convocatoria de las cortes de Fernando el Católico sólo acudieron nobles de la facción Beaumontesa, y del brazo eclesiástico, a pesar de la amenaza de la bula papal Exigit Contumacium sólo fueron tres abades, siendo, por tanto dudosa su legitimidad. A su vez, a la convocatoria realizada en Pau por los monarcas Albret-Foix sólo acudirían representantes de la facción agramontesa.
El virrey en nombre de Fernando, hizo público un perdón general, por el que se autorizaba a regresar a sus casas a todos aquellos exiliados que jurasen obediencia perpetua al monarca aragonés. Además el virrey, en nombre de Fernando el Católico, prestó solemne juramento de respetar los fueros, usos y costumbres del Reino, con una fórmula muy similar a la tradicionalmente empleada. El nuevo monarca se comprometió expresamente a que la interpretación de los derechos se hiciera siempre en beneficio del reino, a no acuñar moneda sin consentimiento del reino; a hacer que los cargos y rentas navarras recayeran en naturales del reino y por último que los altos cargos de la administración y el mando de las fortalezas recayeran siempre en súbditos navarros. Estas promesas fueron condicionadas a la finalización de la guerra, por lo que los cargos fueron entregados momentáneamente a personalidades castellanas.
Ya en la primavera de ese año los Tres Estados se reunieron para denunciar los contrafueros que suponían confiscaciones y otras irregularidades con donaciones a favor de extranjeros. En febrero de 1514 repitieron de nuevo sus reclamaciones. El 30 de mayo de 1515 es el propio Fernando II quien admitió que las reclamaciones se tramitaran a través de las Cortes. Aunque no hay constancia de que atendiera ninguna.

#### Carlos I y Felipe II
Con un ritmo medio de dos años, fueron convocada más de 40 reuniones de Cortes durante estos reinados. La unión a la Corona de Castilla «equeprincipalmente», en 1515, establece una relación más estrecha entre rey y reino (y entre navarros y castellanos) que la habida en los territorios aragoneses. El contexto bélico europeo de trasfondo, con las «reivindicaciones legitimistas de los Albret-Foix al trono navarro, explican el cuidado con que los reyes organizaron desde los primeros años y mantuvieron siempre un sólido aparato militar.»
La mayor parte de los miembros de las Cortes siguieron siendo navarros, pero el presidente, que era el obispo de Pamplona, era nombrado siempre por el rey, siendo mayoritario la extracción foránea del mitrado pamplonés. Ya a comienzos de la Edad Moderna los brazos pasaron a deliberar de forma conjunta.
El brazo de las universidades fue sensible a los cambios económicos y demográficos con lo que fueron aumentado desde los veinte cuando ocurrió la invasión al máximo de treinta y ocho. Estas treinta y ocho buenas villas no superaba el 40% de la población total. No se buscaba la representatividad, aunque si existía una cierto equilibrio de las cinco merindades, con 7 votos de la de Pamplona, 7 de Sangüesa, 7 de Estella, 6 de Olite y 7 de Tudela.
En principio los Tres Estados se tenían que reunir anualmente, posteriormente pasaron a hacerlo cada dos años y con el paso del tiempo aún con menor frecuencia. Aun así mantuvieron las reuniones hasta bien entrado el siglo XIX, a diferencia de lo que ocurrió con las distintas Cortes del Reino de España, ya que las de Cataluña se reunieron por última vez en 1632, las de Valencia en 1645, las de Castilla en 1665 y las Aragón en 1683. Fueron abolidas en 1707 tras el Decreto de Nueva Planta, pasando las castellanas a ser las Cortes españolas y manteniéndose las de Navarra.
Su función era la de hacer y recopilar las leyes de la Alta Navarra, y examinaban las órdenes de los monarcas españoles, o de sus virreyes o de otro funcionario, para ver si constituían "contrafuero", es decir, si eran contra las leyes y costumbres navarras. En algunos casos se conseguían retirar parcial o totalmente y en otras no lo lograban. Antes de que se coronaran, tomaban juramento a los nuevos reyes, que lo hacían por poderes, de guardar, defender y “amejorar” los fueros y costumbres de Navarra. Autorizaban o rechazaban la recaudación solicitada por los monarcas, convirtiéndose en una imposición directa, aunque en teoría se suponía que era una donación voluntaria.
De la mano de las Cortes surgió la Diputación del Reino en 1576, como órgano destinado a procurar el cumplimiento de lo ordenado por las cortes durante los intervalos en que éstas no estaban reunidas. Su fin era poner en práctica sus decisiones y órdenes. En la medida en que las Cortes se fueron reuniendo con menor frecuencia la importancia de la Diputación se fue incrementando. A partir de 1643 pasaron a reunirse semanalmente en vez de mensual, señal de que su trabajo y recursos habían aumentado.

### Las Cortes de la era borbónica (1700-1829)
La suerte dispar que sufrieron las distintas coronas y reinos de España vino de la mano de los apoyos prestados a uno u otro candidato. Así como la Corona de Aragón vio desaparecer sus sistema foral, en Navarra se mantuvo. Con ello las Cortes siguieron su funcionamiento con bastante actividad. Con el mismo Felipe V se reunieron hasta en seis ocasiones. Pero en los sucesivos reinados bajaron tal intensidad aunque ganaron en duración y mantuvieron prerrogativas.
Durante la primera mitad del siglo XVIII se atendieron y repararon, al menos formalmente, los agravios presentados y las peticiones de leyes contaron con el visto bueno. En la segunda mitad del siglo el panorama cambió y empezó a surgir ideas ilustradas y entre ellas, con fuerza, la idea de uniformar institucionalmente todo el Reino de España, incluyendo a Navarra. El número de agravios reparados fue menor, pero se mantuvo el papel de las Cortes ante temas fundamentales como el traslado de las aduanas o la contribución navarra al servicio militar.
Con Manuel Godoy, a finales del siglo (1796), se suscita el interés en crear una comisión para revisar el régimen foral y, al mismo tiempo, controlar y limitar la actividad de las Cortes. El ejemplo era la convocatoria de las Cortes de Olite de 1801 donde se limitaba el tiempo y el temario a tratar (ceñido exclusivamente a la cuestión del donativo). Con todo, superados los vacíos derivados de regímenes liberales, con la restauración monárquica de la mano de Fernando VII aún volvieron a reunirse las Cortes en un par de ocasiones más.

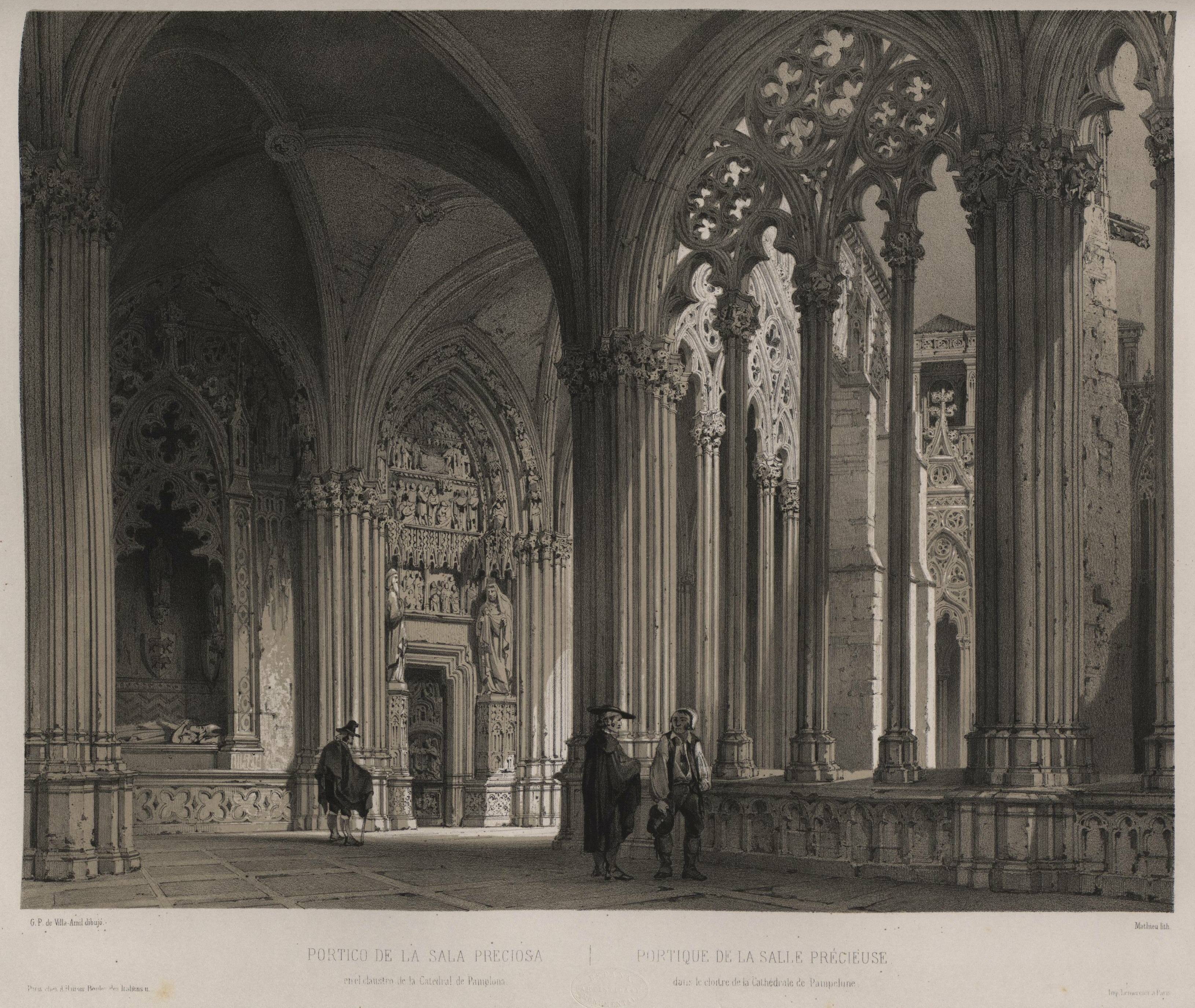
Pórtico de la Sala Preciosa del claustro de la Catedral de Pamplona de Villaamil (c.1850) donde informaba sobre las reuniones de las Cortes de Navarra en ella.

#### Última convocatoria
Las últimas Cortes fueron convocadas entre el 24 de julio de 1828 y el 28 de marzo de 1829, cuando la anterior convocatoria había sido en los años 1817-1818. En esta convocatoria se creó la Junta Superior de Educación y se fundó el Colegio de Medicina, Cirugía y Farmacia. También se trató el donativo que Navarra debía entregar al Estado, así como el reparto de las cargas fiscales. Se debatió la modificación de las aduanas del Ebro a los Pirineos, quedando pendiente de resolución.
En esta última convocatoria participó como Síndico Ángel Sagaseta de Ilurdoz Garraza que desde su destierro valenciano criticó la abolición del Reino de Navarra y sus instituciones.  
Aunque el regreso de Fernando VII supuso el restablecimiento del régimen privativo navarro, pero sin desaparecer la tendencia centralista del Gobierno de España. Se anuló el "derecho de sobrecarta", por lo que los "contrafueros" se produjeron sin derecho de réplica. Tanto Liberales como absolutistas intentaron acabar con la legislación específica de Navarra, aunque por motivos diferentes.  Los primeros al pretender implantar una administración moderna que fuese racional y útil, con un Estado más homogéneo. Los absolutistas, por su parte porque estaban de acuerdo en que todos contribuyeran a las cargas del Estado. Por tanto previa a la primera Guerra Carlista los particularismos Forales eran rechazados, en mayor o menor medida por absolutistas y liberales.
Tras la Primera Guerra Carlista, con la intención de reducir la autonomía Foral se decretó la Ley de Confirmación de Fueros de 1839. Partiendo de esta ley se negoció entre la Diputación provincial y el Gobierno una nueva ley para Navarra, la Ley de Modificación de Fueros de Navarra de 1841. Entonces se disolvieron las Cortes de Navarra. La Alta Navarra dejó de ser oficialmente reino pasando a ser una de las 49 provincias creadas en 1833 por Javier de Burgos. Se creó la Diputación Provincial, para la gestión de asuntos administrativos y fiscales, tras disolver en 1836 la Diputación del Reino.

### Sedes de las Cortes y número de asistentes
En esta etapa los reyes, que no residen en Navarra, estarán representados por la figura del virrey que recibirá del monarca poderes especiales para que convoque y presida las reuniones así como potestad para negociar con los Tres Estados. Será el virrey quien determine el lugar de celebración de las sesiones. Al residir en Pamplona de forma continuada (desde 1539, en el Palacio Real de la Navarrería) raramente se desplazará a otras sedes al estar aquí también el Consejo Real de Navarra y los tribunales principales. Es Pamplona donde se realizan el 71% de las reuniones siendo el resto en las cabeceras de merindad, salvo Tafalla y Corella.
| Reinante(s)                                                                      | N.º de reuniones | Pamplona | Olite | Estella | Tafalla | Tudela | Sangüesa | Corella |
| -------------------------------------------------------------------------------- | ---------------- | -------- | ----- | ------- | ------- | ------ | -------- | ------- |
| Fernando II el Católico (1512-1516)                                              | 3                | 3        | -     | -       | -       | -      | -        | -       |
| Carlos I (1516-1556)                                                             | 26               | 18       | -     | 3       | 3       | 3      | 1        | -       |
| Felipe II (1556-1598)                                                            | 14               | 8        | -     | 1       | -       | 4      | 1        | -       |
| Felipe III (1598-1624)                                                           | 6                | 6        | -     | -       | -       | -      | -        | -       |
| Felipe IV (1621-1665)                                                            | 10*              | 10       | 1     | 1       | -       | -      | -        | -       |
| Carlos II (1665-1700)                                                            | 5                | 2        | 1     | 1       | -       | -      | -        | 1       |
| Felipe V (1700-1746)                                                             | 6                | 2        | 1     | 1       | -       | 1      | 1        | -       |
| Fernando VI (1746-1759)                                                          | 1                | 1        | -     | -       | -       | -      | -        | -       |
| Carlos III (1759-1788)                                                           | 2                | 2        | -     | -       | -       | -      | -        | -       |
| Carlos IV (1788-1808)                                                            | 1*               | 1        | 1     | -       | -       | -      | -        | -       |
| Fernando VII (1814-1833)                                                         | 2                | 2        | -     | -       | -       | -      | -        | -       |
| TOTAL                                                                            | 77               | 55       | 4     | 7       | 3       | 8      | 3        | 1       |
| * Una reunión se ha podido desarrollar en dos lugares por traslado de las Cortes |                  |          |       |         |         |        |          |         |

Los lugares de reunión, como ocurría al final de la etapa anterior, siguen siendo estancias eclesiales o concejiles. Así ocurrió con las 77 sesiones de esta época, salvo en Olite y Tafalla que fueron elegidos los palacios reales de dichas villas. En el caso de la capital, lugar elegido principalmente, fue siempre la Catedral de Pamplona el lugar elegido para tales celebraciones. La institución disponía de su propio archivo y de su propio presupuesto, el vínculo. Estas circunstancias favorecieron la creación de una diputación permanente, la Diputación del Reino (1576-1839), que daba continuidad a la actividad de las Cortes especialmente entre los períodos de sus convocatorias y celebraciones. Sin embargo, hasta finales del siglo XVIII no surge la idea de una sede permanente para ambas instituciones. Esta idea se plasma en las Cortes de 1818, cuando se le encomienda a la Diputación la búsqueda de un lugar, y en las últimas Cortes de Navarra, celebradas en 1828-1829, se vuelve a solicitar.

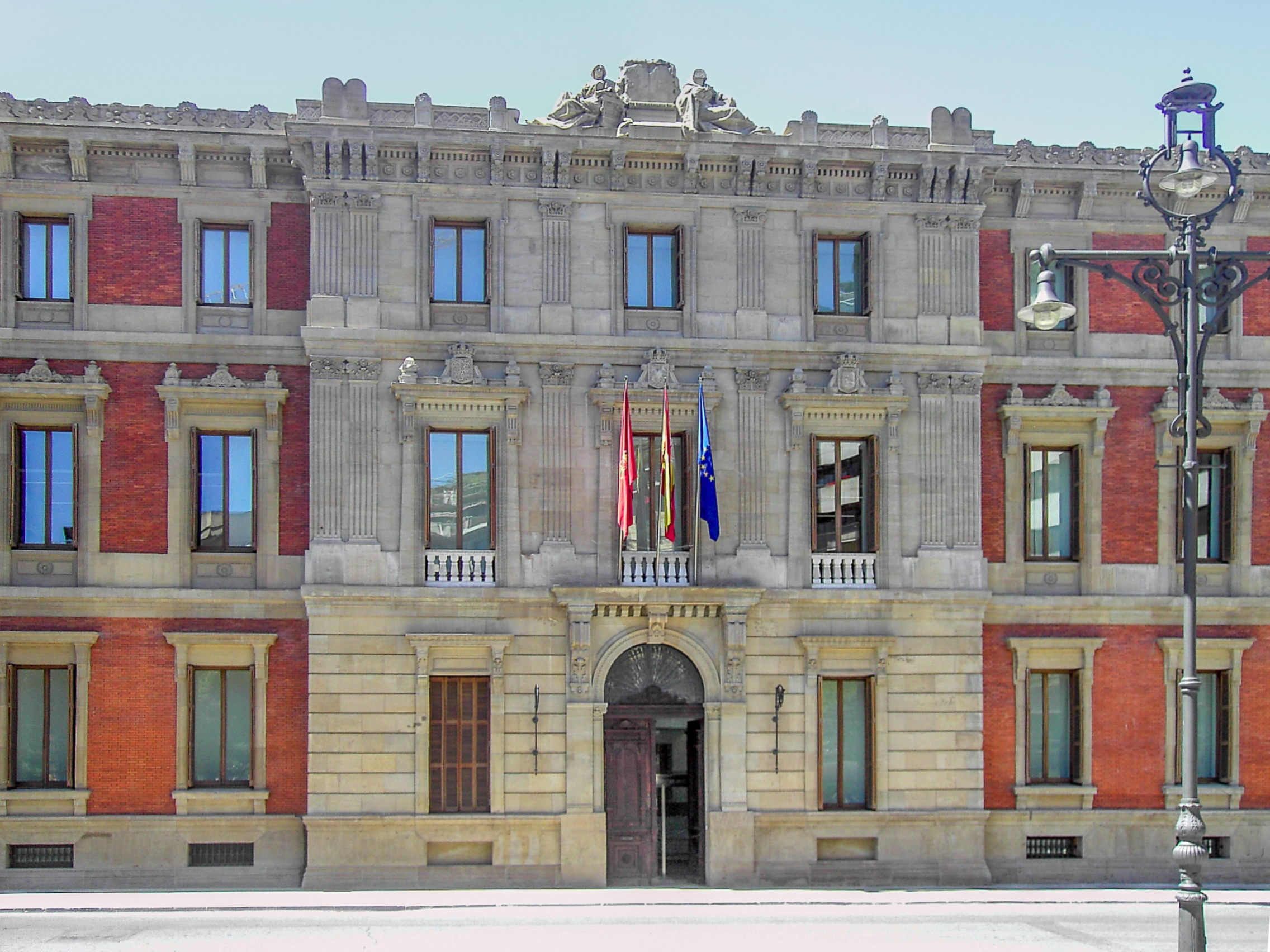
Actual sede del Parlamento de Navarra, Pamplona.

## Tras el paso de reino a provincia
En 1898 se creó el Consejo Administrativo de Navarra como un órgano consultivo dependiente de la Diputación y formado por representantes y organización heredados de las Cortes de Navarra, si bien esta institución no tuvo poder legislativo. Tras la muerte de Franco en 1975 e iniciada la Transición Política a un sistema democrático, el Consejo Foral Administrativo de Navarra fue sustituido en 1979 por el nuevo Parlamento Foral que asumía sus funciones, siendo este órgano a diferencia del anterior elegido por sufragio universal. Posteriormente, una vez aprobado el Amejoramiento del Fuero, en 1983 el Parlamento Foral quedó sustituido por el Parlamento de Navarra. Precisamente el Amejoramiento del Fuero dispuso que la cámara legislativa de la Comunidad Foral de Navarra recibiría el nombre de Parlamento de Navarra' o Cortes de Navarra, evocando así con ello a las antiguas cortes medievales de un modo similar a como los estatutos autonomía de Aragón, Castilla y León, Castilla La Mancha y la Comunidad Valenciana lo harían, reconociendo también "cortes" para designar a las respectivas asambleas legislativas autonómicas, sin que en el caso navarro, pese a todo, la denominación de "Cortes de Navarra" haya gozado de uso significativo para referirse al parlamento navarro.

### Instituciones no dependientes de las Cortes de Navarra
Las otras instituciones existentes en este periodo, no dependientes de las Cortes de Navarra:
- Virrey: representaba al rey en Navarra, convocaba Cortes y las cerraba. Era el capitán general del territorio, así como el intermediario entre las Cortes y el rey.
- Consejo Real era el tribunal supremo del reino de Navarra, además tenía funciones consultivas aconsejanba al virrey e iniciaba investigaciones judiciales en asuntos de orden público y religiosos. Aconsejaban si las nuevas leyes se adecuaban a la normativa navarra o ante una protesta de las Cortes valoraban si era aceptable o no, conocido como “pase foral” o "derecho de sobrecarta". El presidente del tribunal siempre era castellano además de dos miembros más, de un total de siete.
- Cámara de Comptos, actuaba en nombre de los reyes y controlaba gastos y recaudaba. Formada por oidores, fiscalizaba los intereses de la corona y la recaudación de tributos reales.